# 新興国
新興国（しんこうこく、英: Emerging Countries）は、先進国と比較すると経済水準は高くないものの、貿易や投資が盛んになり、急速に経済成長し発展を続けている国のこと。

## 概要
新興国の定義は相対的なもので難しい。現在の超大国とされるアメリカ合衆国や経済大国と呼ばれる日本も20世紀の始めは列強に比べて「新興国」といえるし、古いヨーロッパと呼ばれるフランス、ドイツも新興国だった時期が歴史上あった。逆に現在「新興国」といわれる中国やインドも、イギリス帝国による植民地政策の標的となった19世紀には「老大国」であった。17世紀頃には中国とインドで世界の経済総生産の半数以上を占めていた時代もあり、現在の中国・インドの台頭は、両国が過去の地位に復帰しつつある過程にある現象ともいえる。かつて先進国であった日本も、老大国化が急速に進んでいる。

## 歴史

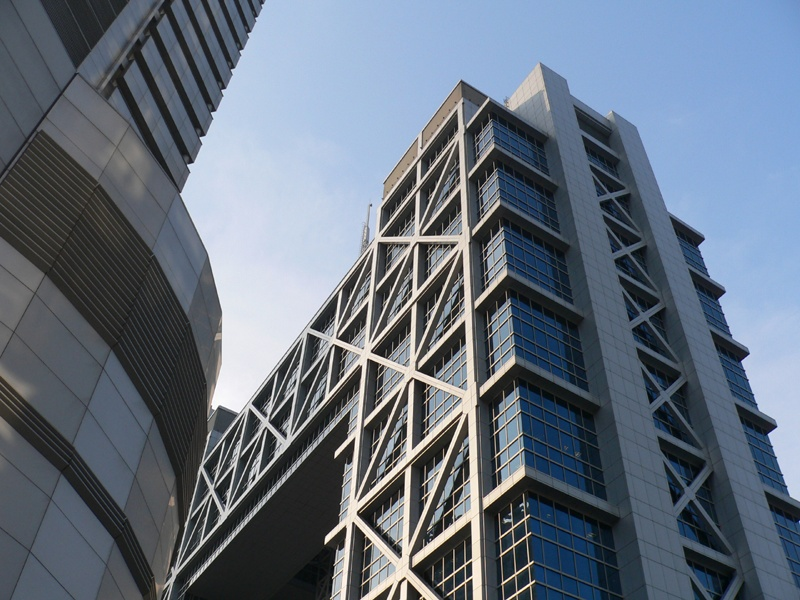
中華人民共和国の上海証券取引所。1978年に始まる「改革開放政策」の結果、劇的な経済成長を遂げている。

20世紀後半において「新興国」といえば、第二次世界大戦後になって欧米諸国の植民地支配から独立したアジアやアフリカの国々を指すことが多かった。つまり、経済的ではなく政治的かつ国際法的な意味で新興の国ということである。その意味をより明確にする意味で「新興独立国」や「新興勢力」という言葉も使われることがあった。1980年代ぐらいまでの文献に「アフリカの新興国」と書かれているのは、このような意味である。アジア・アフリカ会議や非同盟運動でリーダー格だったインドネシアのスカルノ大統領は、欧米諸国が力を持った国際連合から脱退して新興勢力会議を結成し、国際オリンピック委員会に対抗して新興国競技大会を開催した。
この意味での「新興国」は1990年代には死語になった。多くの国が独立してすでに「新興」とはいえない程度の年数が経ったうえ、社会主義体制の崩壊で新たに独立国となった旧ソ連および旧ユーゴスラビア諸国の独立は、アジア・アフリカの旧植民地の独立とは同一視されなかったからである。2000年代に入ってから改めて「新興国」という言葉が使われることが増えてきた。それは上記のような従前の意味とは無関係に、冷戦終結後に急速に経済力をつけてきた発展途上国をさすことが多い。2010年代や2020年代に入ると、BRICSや上海協力機構、G77などを中心にグローバルサウス（新興国・途上国）を代表する枠組みが、欧米主導の国際秩序に挑む姿勢を鮮明にしている。